# Jakub Kindl
Jakub Kindl (ur. 10 lutego 1987 w Šumperku) – czeski hokeista, reprezentant Czech.
Jego brat Denis (ur. 1992) także został hokeistą.

## Kariera
- HC Šumperk U18 (1999-2001)
- HC Pardubice U18 (2002-2003)
- HC Pardubice U20 (2002-2004)
- HC Pardubice (2003)
- HC Hradec Králové (2004)
- Kitchener Rangers (2004-2007)
- Grand Rapids Griffins (2007-2010)
- Detroit Red Wings (2009-2016)
  -  HC Pardubice (2012-2013)
- Florida Panthers (2016-2017)
  -  Springfield Thunderbirds (2016/2017)
- HC Pilzno 1929 (2017-2019)
- Kölner Haie (2019-2020)
- HC Pilzno 1929 (2021-2022)
- Storhamar Dragons (2022-)

Wychowanek HC Šumperk. W drafcie NHL z 2005 został wybrany przez Detroit Red Wings. W grudniu 2009 zadebiutował w klubie i od tego czasu występuje w nim. Od września 2012 do stycznia 2013 roku na okres lokautu w sezonie NHL (2012/2013) związał się z macierzystym klubem HC Pardubice (wraz z nim w tym czasie w klubie grali inni Czesi z NHL: Aleš Hemský i David Krejčí). W czerwcu 2013 przedłużył kontrakt z Red Wings o cztery lata. Od końca lutego 2016 zawodnik Florida Panthers. Po powrocie do Czech w październiku 2017 został zawodnikiem HC Pilzno 1929. Po dwóch sezonach tamże w maju 2019 przeszedł do niemieckiego Kölner Haie. W marcu 2020 odszedł z zespołu. W sezonie 2020/2021 nie grał, a w sierpniu 2021 został zaangażowany przez klub z Pilzna. Pod koniec marca 2022 ogłoszono jego odejście z klubu. W grudniu 2022 został zaangażowany do norweskiego zespołu Storhamar Dragons.
Uczestniczył w turniejach mistrzostw świata juniorów do lat 20 edycji 2006, 2007.

## Sukcesy i nagrody
Klubowe
- Złoty medal Mistrzostw Czech do lat 20: 2002 z HC Pardubice U20

Indywidualne
- CHL 2004/2005: CHL Top Prospects Game
- OHL 2006/2007: drugi skład gwiazd
- AHL 2008/2009: Mecz Gwiazd AHL